# ラティーナ (マドリード)
ラティーナ （Latina）は、スペイン、マドリードの区。

## 地理
マドリードの南西にあり、第四紀の地層上に位置する。いくつかの丘が連なり、マンサナーレス川の小さな支流が流れる（暗渠にされている）。カラバンチェル、アルガンスエラ、セントロ、モンクロア＝アラバカと接する。7つの地区から構成される。
- 10.1 - ロス・カルメネス
- 10.2 - プエルタ・デル・アンヘル
- 10.3 - ルセロ
- 10.4 - アルチェ
- 10.5 - カンパメント
- 10.6 - クアトロ・ビエントス
- 10.7 - ラス・アギラス
- 10.8 - バタン

## 歴史
ラティーナとは、イサベル1世の友であった著述家ベアトリス・ガリンド（es）の別称ラ・ラティーナ（La Latina、ラテン語に精通していたため）にちなむ。1845年にマドリード行政区の編成で10区が誕生した際に付けられた。しかしこのときのラティーナは、カラバンチェルの一部であった。
区内にあるゴヤ駅は、画家フランシスコ・デ・ゴヤが『黒い絵』を描いた場所であるキンタ・デル・ソルドに非常に近いため名づけられた。
1948年、カラバンチェルはマドリードに編入した。1971年にカラバンチェルが再編され、ウセラとラティーナが新たに区となった。

## 交通
- セルカニアス マドリード - C-5号線
- マドリード地下鉄 - 5号線、6号線、10号線